# What I've Done
What I've Done è un singolo del gruppo musicale statunitense Linkin Park, pubblicato il 2 aprile 2007 come primo estratto dal terzo album in studio Minutes to Midnight.
Il brano è stato inserito nella colonna sonora del film Transformers (2007), oltre ad essere presente nel videogioco Guitar Hero World Tour.

## Descrizione
Ultimo brano composto e registrato per l'album, What I've Done invita a porsi un esame di coscienza su come si è comportato ciascuno di noi nei confronti del mondo, ovvero su ciò che ognuno di noi ha fatto.
La demo originaria del brano, intitolata Bang Three, è stata inserita nell'EP Underground Eleven (2011).

## Video musicale
Il video, diretto dal DJ del gruppo Joe Hahn, pone grande attenzione agli avvenimenti che hanno ridotto il mondo così come è oggi mostrando scene che vanno tra la seconda guerra mondiale, la guerra fredda e la guerra del Golfo alternate a quelle del gruppo mentre esegue il brano in mezzo a un deserto. Alcuni spezzoni del video, come scene del traffico e l'esplosione del napalm, erano presenti anche nel video per Ready to Fall dei Rise Against.

## Tracce
Testi e musiche dei Linkin Park.
CD promozionale (Europa, Giappone, Stati Uniti)
1. What I've Done – 3:27

CD singolo (Germania, Regno Unito – parte 1), 7" (Regno Unito)
1. What I've Done – 3:28
2. Faint (Live) – 2:46

CD singolo (Australia, Regno Unito – parte 2), CD maxi-singolo (Germania), download digitale
1. What I've Done – 3:28
2. Faint (Live) – 2:46
3. From the Inside (Live) – 3:31

Download digitale (Germania)
1. What I've Done (Live) – 3:26

## Formazione
Hanno partecipato alle registrazioni, secondo le note di copertina di Minutes to Midnight:
Gruppo
- Chester Bennington – voce
- Rob Bourdon – batteria, cori
- Brad Delson – chitarra solista, cori
- Joe Hahn – giradischi, campionatore, cori
- Phoenix – basso, cori
- Mike Shinoda – voce, chitarra ritmica, pianoforte, tastiera

Produzione
- Rick Rubin – produzione
- Mike Shinoda – produzione
- Andrew Scheps – ingegneria del suono
- Ethan Mates – ingegneria del suono
- Dana Nielsen – ingegneria del suono
- Phillip Broussard, Jr. – assistenza tecnica
- Eric Talaba – ingegneria Pro Tools
- Neal Avron – missaggio
- George Gumbs – assistenza missaggio
- Nicolas Fournier – assistenza missaggio
- Dave Collins – mastering

## Classifiche
| Classifica (2007-17)             | Posizione massima |
| -------------------------------- | ----------------- |
| Australia                        | 13                |
| Austria                          | 8                 |
| Belgio (Fiandre)                 | 26                |
| Belgio (Vallonia)                | 24                |
| Canada                           | 3                 |
| Francia                          | 103               |
| Germania                         | 4                 |
| Italia                           | 3                 |
| Lussemburgo                      | 8                 |
| Norvegia                         | 12                |
| Nuova Zelanda                    | 9                 |
| Paesi Bassi                      | 28                |
| Regno Unito                      | 6                 |
| Regno Unito (rock & metal)       | 1                 |
| Stati Uniti                      | 7                 |
| Stati Uniti (adult top 40)       | 21                |
| Stati Uniti (alternative)        | 1                 |
| Stati Uniti (mainstream rock)    | 1                 |
| Stati Uniti (rock & alternative) | 7                 |
| Svezia                           | 6                 |
| Svizzera                         | 6                 |